# Mario Grech
Kardinál Mario Grech (* 20. února 1957, Qala, Malta) je maltský římskokatolický kněz, biskup a generální sekretář Synodu biskupů. Dne 28. listopadu 2020 jej papež František jmenoval kardinálem. Dne 22. února 2025 vysvětil v katedrále svatého Ducha v Hradci Králové jako 1. spolusvětitel pomocného královéhradeckého biskupa a titulárního biskupa litomyšlského Prokopa Brože.

## Život
Narodil se 20. února 1957 v Qale, vesnici na východním konci ostrova Malta. V dětství se přestěhoval se svou rodinou do Kerċemu, zde navštěvoval školu vedenou Karmelitkami. Po dokončení střední školy ve Victorii rozhodl se pro kněžský život a vstoupil do Semináře Nejsvětějšího Srdce na Gozu.

### Kněžské působení
Dne 26. května 1984 byl biskupem Nikolem Josephem Cauchim vysvěcen na kněze. Krátce poté odešel studovat občanské a kanonické právo na Papežskou lateránskou univerzitu v Římě a poté získal doktorát z kanonického práva na Papežské univerzitě svatého Tomáše Akvinského. Během studia vykonával pastorační práci ve farnosti Nanebevzetí Panny Marie a působil také jako odborník kanonického práva v Tribunálu Římské roty.
Po studiu se vrátil do Gozo kde se stal profesorem kanonického práva v místním kněžském semináři. Roku 1993 byl jmenován soudním vikářem diecézního soudu a soudcem církevního soudu v arcidiecézi Malta. Byl také členem sboru poradců a diecézních komisí pro teologii, rodinu a sociální komunikaci. Vykonával pastorační činnost v katedrále v Gozo, ve Victorii, ve svatyni Ta' Pinu, ve farnosti Kerċem a San Lorenzo.

### Biskupská služba
Dne 26. listopadu 2005 jej papež Benedikt XVI. jmenoval biskupem diecéze Gozo. Biskupské svěcení přijal 22. ledna 2006 z rukou Nikola Josepha Cauchiho a spolusvětiteli byli arcibiskup Joseph Mercieca a arcibiskup Félix del Blanco Prieto.
V září 2013 byl zvolen předsedou maltské biskupské konference, kterým byl až do 20. srpna 2016.
22.2.2025 byl 1.spolusvětitelem pomocného biskupa královéhradeckého mons. Prokopa Brože v katedrále sv.Ducha v Hradci Králové

### Působení ve Vatikánu
Dne 2. října 2019 byl jmenován pro-sekretářem Synodu biskupů a 15. září 2020 sekretářem Synodu biskupů.

### Kardinálská kreace
Dne 25. října 2020 oznámil papež František jeho jmenování kardinálem, a dne 28. listopadu jej kreoval kardinálem ve třídě kardinál-jáhen.